# World War 3 (відеогра)
World War 3 ([ wɜːld wɔː θriː ], з англ. - «Третя світова війна», скор. WW3) — комп'ютерна гра в жанрі розрахованого на багато користувачів військового тактичного шутера, з елементами екшену з виглядом від першої особи, що розробляється і видається польською компанією The Farm 51 ексклюзивно для ігрової платформи ПК (Microsoft Windows). Гра була офіційно анонсована разом з дебютним трейлером 29 травня 2018 року. Вихід гри відбувся 19 жовтня 2018 року в стадії раннього доступу в Steam.

## Ігровий процес
World War 3 - це інтенсивний багатокористувацький шутер з видом від першої особи з навколишнім середовищем сучасного глобального конфлікту, з участю піхотних підрозділів і військової техніки . Дії гри розгортаються в найближчому майбутньому, під час Третьої світової війни, на території європейських країн, і в інших точках світу як епіцентру. Ігровий процес гри відрізняється реалістичним відтворенням сучасних бойових дій з акцентом на командну гру. У боях бере участь як піхотні війська, так і різноманітна військова техніка, а гравцям доступний багатий набір озброєння і спорядження.
World War 3 демонструє сучасний конфлікт, з тактикою і методами, натхненними справжніми бойовими діями. У грі будуть присутні два режими: режим Warzone, який запропонує гравцям можливість для динамічних інтенсивних перестрілок в спільних боях піхоти, бронетанкових підрозділів і сучасних бойових безпілотників в командній грі над укріпленими точками; і тактично-орієнтований режим Recon який орієнтований на тактичну взаємодію між гравцями в рамках невеликих розвідувальних загонів, завданням яких є захоплення важливих цілей на ворожій території, цей режим за словами розробників представляє свіжий підхід для режиму Battle Royale . Обидва режими націлені на створення цілісного ігрового досвіду, спрямованого на достовірне зображення сучасної війни. Гравцям також буде надана можливість битися в PvP -форматі проти національних збройних сил на території світових локацій таких як Варшава, і Берлін з системою стратегічного планування та динамічних ліній фронту.

## Розробка
Про розробку гри вперше було оголошено в 2015 році, коли студія The Farm 51 офіційно зареєструвала новий проєкт під назвою World War 3. Пізніше, в січні 2016 року стало відомо, що дебютний проєкт польського розробника, є новим ігровим багатокористувацьким шутером від першої особи, який буде оснований на вигаданому глобальному конфлікті в сучасному сеттингу. К 2018 році, активна розробка проєкту здійснювалась командою розробників із 50 осіб.
Гра розроблялась під видавництвом польської компанії The Farm 51, в тісній співпраці з військовими науково-дослідними центрами і консультантами військової промисловості, зокрема: з Польською групою у галузі озброєнь (пол. Polska Grupa Zbrojeniowa центром досліджень і розробок механічного обладнання OBRUM а також з консультантами і ветеранами спецназу GROM, SAS, SEAL і інших. Креативний директор гри і засновник студії Каміл Бильчинський, розповідаючи про гру зазначив, що ідея створення військового шутера заснованого на сучасних реаліях битви, народилася після початку співпраці з польським військовим науково-дослідним центром OBRUM. З тих пір, проєкт зазнав ряд змін і поліпшень, і в його нинішньому вигляді є результатом детального дослідження про індустрію озброєнь і еволюції військової тактики в сучасних збройних конфліктах. В одному з інтерв'ю, Бильчинський також підтвердив, що гра надихнула серією шутерів від першої особи Battlefield, Call of Duty і ArmA.

## Анонс і вихід
29 травня 2018 року відбувся офіційний анонс гри, в цей же день розробники продемонстрували двохвилинний дебютний трейлер. У серпні 2018 року на виставці Gamescom 2018 показали геймплей трейлер, в якому представили попередній ігровий процес і механіку майбутньої гри, де також кожен охочий мав можливість протестувати демоверсію проєкту. В кінці того ж місяця, розробниками були оголошені плани про старт прийому заявок на проведення закритого бета-тестування гри, яке згодом почалося 8 вересня 2018 року. Випуск гри відбувся 19 жовтня 2018 року ексклюзивно на платформі ПК в стадії раннього доступу, через інтернет-сервіс цифрової дистрибуції Steam. За словами розробників, гра в ранньому доступі пробуде протягом 12-15 місяців, а повноцінний реліз гри запланований і очікується в 2019 році.